# Cathestechum
Cathestechum es un género de plantas herbáceas perteneciente a la familia de las poáceas. Es originario de Norteamérica en Estados Unidos, México y el Caribe.

## Citología
Número de la base del cromosoma, x = 10. 2n = 60. 

## Especies
- Cathestecum erectum Vasey et Hack.
- Cathestecum multifidum Griffiths